# Mama (canción de 6ix9ine)
«Mama» (estilizado en mayúsculas) es una canción del artista de hip hop estadounidense 6ix9ine de su álbum de estudio debut, Dummy Boy (2018). Cuenta con la participación de Nicki Minaj y Kanye West. El rodaje del video comenzó, pero no se terminó por el arresto de Tekashi.

## Historia
Una semana antes del lanzamiento del álbum, 6ix9ine publicó la lista de canciones en sus redes sociales. La esposa de West, Kim Kardashian, grabó un videoclip poco después del lanzamiento de Dummy Boy que mostraba a West sosteniendo un teléfono en la oreja mientras hablaba con su verso sobre la canción y mostraba emoción durante este.

## Video musical
Se suponía que los tres artistas debían filmar un video musical para la canción en Beverly Hills, pero nunca se terminó debido a un tiroteo en el set, aunque ninguno de ellos resultó herido. Las imágenes de vigilancia mostraron a hombres armados disparando en el set. El video no ha sido mencionado por 6ix9ine o cualquiera de su equipo desde entonces, lo que indica que fue cancelado.

## Desempeño comercial
«Mama» debutó en el número 68 en el UK Singles Chart tras el lanzamiento de Dummy Boy. En la misma semana, alcanzó el número 43 en el US Billboard Hot 100 y el número 51 en el Canadian Hot 100. Se desempeñó mejor en Nueva Zelanda, llegando al número 29.